# Reaktionsmekanism

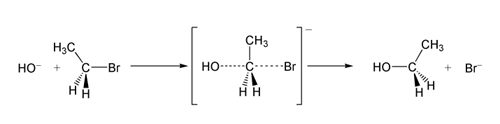
Reaktionsmekanism för en S_{N}2-reaktion, som visar hur ett negativt laddat övergångstillstånd (inom hakparentes) har en central kolatom med fem bindningar, vilket är ett instabilt tillstånd.

En reaktionsmekanism beskriver stegvis hur en viss kemisk reaktion går till, via sina elementarreaktioner. Reaktionsmekanismen innefattar hur de kemiska bindningarna förändras, vilka intermediat, aktiverade komplex och övergångstillstånd som bildas under reaktionens gång, och kinetiken för elementarreaktionerna. Det är särskilt vanligt att studera reaktionsmekanismer inom organisk kemi.
I normalfallet är endast summareaktionen direkt observerbar, men det går att konstruera experiment som ger ledtrådar till hur reaktionsmekanismen ser ut, och möjliggör hypotesprövning. Exempelvis kan pH-värdets inverkan på reaktionshastigheten tala om vilken typ av intermediat som förekommer i en reaktion.
Studiet av reaktionsmekanismer kan bestå i att isolera eller på annat sätt påvisa och identifiera de mellan- och slutprodukter som bildas. Reaktionskinetiken, som med olika fysikalisk metoder studera hastigheten hos kemiska processer, ger ofta värdefulla upplysningar om bl. a. antalet reaktionssteg och vilka som går långsamt eller fort. 
Reaktionsmekanismen måste kunna förklara hur reaktionshastigheten påverkas av koncentrationen av de reagerande ämnena. Först sedan de kinetiska parametrarna bestämts och slut- och mellanprodukterna identifierats, kan man med någorlunda säkerhet ställa upp en reaktionsmekanism. Denna brukar åskådliggöras i ett reaktionsschema som illustrerar hur bindningar bryts och bildas, hur laddningar utbildas och/eller förskjuts, hur elektrontätheten omfördelas m. m.